# Jurokk
Jurokk es un personaje ficticio de la Guerra de las Galaxias. Aparece únicamente en la novela del Episodio III de la saga.
Era un Maestro Jedi humano del planeta Jabimm. El Maestro Mace Windu lo dejó a cargo junto con la Jedi Shaak Ti de cuidar el Templo Jedi, cuando fue a arrestar al Canciller Palpatine.
Cuando se dio la Orden 66, Darth Vader regresó al Templo con cientos de soldados clon, Jurokk dirigió la primera oleada de defensa contra los clones. Él y su padawan fueron los únicos en sobrevivir al asedio en la biblioteca, y presenciar la muerte de Jocasta Nu. Se reagrupó y unió a las fuerzas de Shaak Ti, para liderar una segunda ofensiva, en la cual perdió contacto con su padawan durante una explosión. Fue rápidamente desarmado, y mantenido cautivo para ser torturado por Vader. Se cree que Vader desmembró lentamente a Jurokk, hasta que murió víctima del intenso dolor.
- Datos: Q9016792